# Kupfergraben

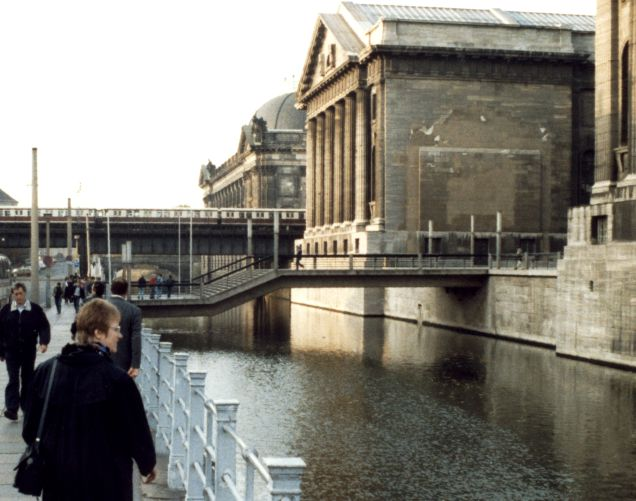
Le canal du Kupfergraben à hauteur du Musée de Pergame (1989).

Le Kupfergraben est l'appellation actuelle du nord du bras canalisé en rive gauche de la Spree, long de 400 m, qui découpe l’Île aux Musées entre l’Eiserne Brücke et la Spree, dans le quartier de Berlin-Mitte. Le canal de la Spree, d'une longueur de deux kilomètres, dépend du bassin Spree-Oder de la DIrection de l'Eau et de la Navigation de Berlin.
Am Kupfergraben est aussi le nom d'une rue courant parallèlement au canal en rive ouest, longeant l’Île aux Musées.

## Histoire du délaissé de la Spree

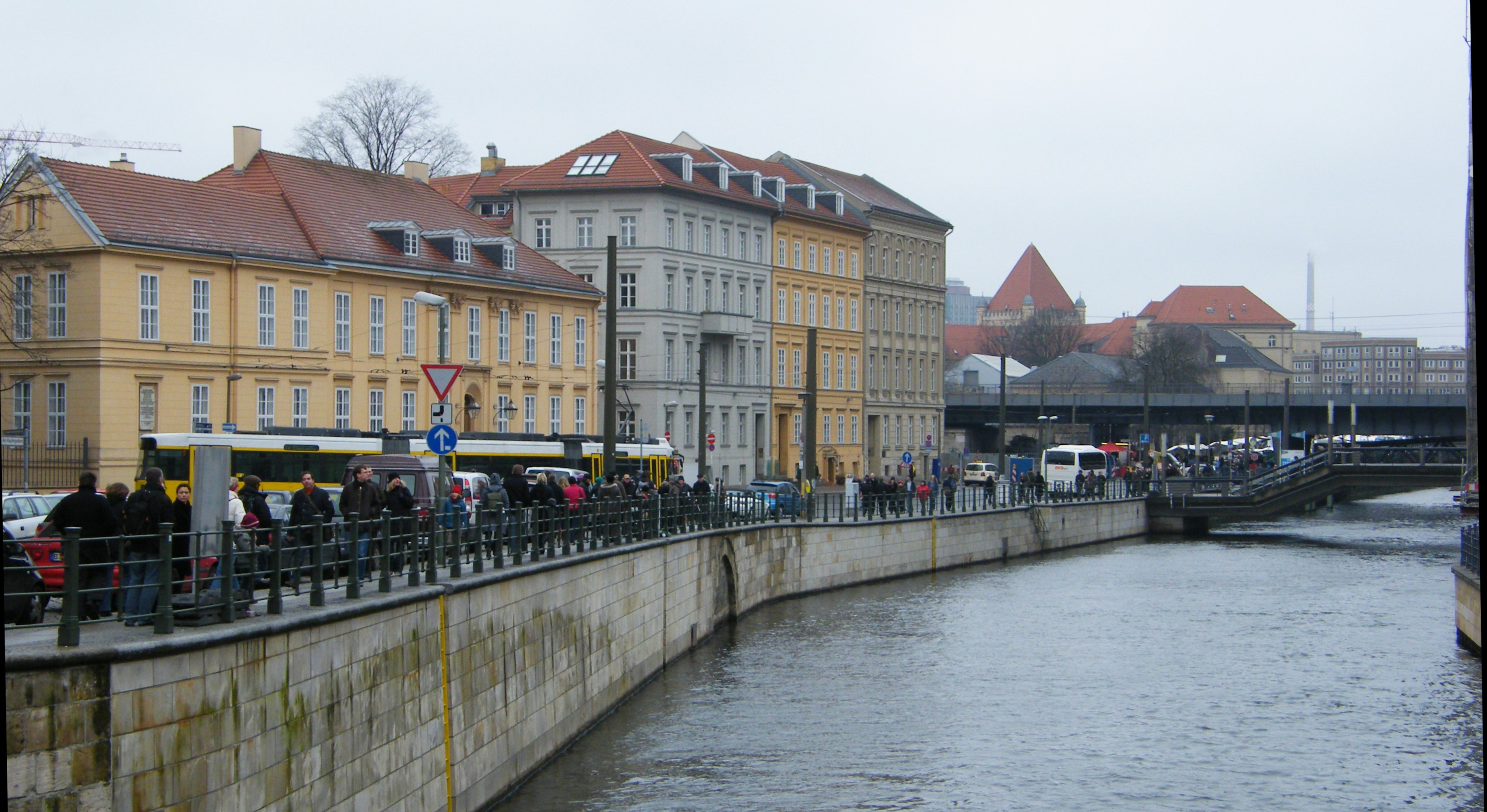
Le Marché aux Grains du Kupfergraben (2009).

Le Kupfergraben doit vraisemblablement son nom à la fonderie, qui occupait cet endroit entre le XVIe siècle et 1875 et qui, entre autres métaux, travaillait le cuivre. Vers le milieu du XVIe siècle, ce bras de rivière, qu'on appelait alors le Cöllnischer Stadtgraben, formait un tronçon du bief aval de l'écluse de Berlin. La reconstruction de cet ouvrage hydraulique, en 1885, s’accompagna de l'élargissement du Kupfergraben. L'écluse est condamnée depuis 2000, et le niveau du bief est maintenu par un barrage.
Le Kupfergraben est franchi par trois ouvrages : le pont de Monbijou (pont ferroviaire), une dalle menant à l'Île aux Musées et l’Eiserne Brücke. 

## La rue Kupfergraben
La voie sur berge en face de l'Île aux Musées s'appelle également Am Kupfergraben. Elle est orientée nord-sud, prolonge au sud-ouest le cours Am Weidendamm et se poursuit par la rue Am Zeughaus. Les premiers travaux dans Am Kupfergraben remontent à 1580, comme le rappelle un témoignage d'Ernst Fidicin : « Le Kupfergraben s'appela longtemps le Ludwigsgraben, du nom de son propriétaire, le conseiller d’État Ludwig. La plus grande partie de la rue est occupée par la caserne d'artillerie n°1–3 aménagée depuis 1773, face à l'armurerie royale, au n° 8. »
Mais la plupart des édifices datent du XVIIIe siècle, et sont postérieurs à la rectification du délaissé de la Spree, dans la moitié sud de la rue. 
Les lignes M1 et 12 du métro de Berlin relient Dorotheenstraße et Georgenstraße.